# TMS320C5X
TMS320C5X е микропроцесор за цифрова обработка на сигнали (DSP). Разработен е по CMOS интегрална технология. За реализацията му е използвана Harvard архитектура, която е с отделни шини за програмата и паметта за данни. Архитектурата на процесорите от серия C5x се състои от магистрали, памет, централно устройство и периферия. При Harvard архитектурата данните и програмите се намират в различни области на паметта, което позволява данните и инструкциите да могат да се извличат едновременно. Програмната шина пренася кода на операцията и операнда с непосредствена адресация, а информацията е свързана с елементи като спомагателните регистри, централното АЛУ и вътрешната RAM памет.